# Інформаційний зв'язок
Інформаційний зв'язок, комунікація — це взаємодія трьох ланок:

1. джерела інформації;
2. каналу зв'язку (передача відповідної інформації при допомозі різного типу сигналів);
3. споживача інформації (системи, які сприймають і адекватно реагують на дану інформацію).

Згідно з цим твердженням, інформаційний зв'язок являє собою не просто інформацію взагалі, а функціональну інформацію, яка має важливе значення в функціонуванні систем. 

## Управління інформаційним зв'язком
Управління інформаційним зв'язком в організації включає дії, необхідні для забезпечення своєчасного отримання, збору, поширення, зберігання і кінцевого розміщення інформації. Воно забезпечує дуже важливі зв'язки між людьми для обміну ідеями та різного роду інформацією, що в кінцевому підсумку необхідно для успішного завершення проекту. Будь-яка особа, залучена до роботи в рамках організації, повинна бути готовою до пересилання та прийому інформації при допомозі інформаційної системи по встановлених каналах.
Управління комунікаціями організації повинно бути націлене на групову взаємодію в рамках управління організацією і включає:
1. інформацію проекту розробки інформаційних зв'язків організації, тобто зібрані, оброблені і розподілені дані, що включають, як вихідні дані, так і ті, які одержані в результаті прямих розрахунків, аналітичної обробки, експертних оцінок і ін.;
2. засоби обробки інформації, тобто інформаційні технології, що базуються на сучасних програмних продуктах;
3. засоби комунікації, що базуються на сучасних засобах зв'язку, орієнтовані на забезпечення своєчасного збору, генерації, розподілу, збереження і передачі необхідної проектної інформації;
4. документування робіт — збір, обробка та збереження документації по проекту.

## Планування інформаційного зв'язку
Планування інформаційного зв'язку включає визначення інформаційних і комунікаційних потреб зацікавлених осіб: хто в якій інформації має потребу, коли вона їм знадобиться, і як вона до них надходитиме. Усі організації потребують передачі інформації, але інформаційні потреби і методи поширення широко варіюються. Визначення потреб зацікавлених осіб в інформації і відповідних способів задоволення їх, є важливим чинником успішного виконання управління організацією.

У більшості проектів розробки інформаційних систем організацій (надалі проект) значна частина планування комунікацій виконується на найбільш ранніх фазах проекту. Проте, результати цього процесу повинні регулярно переглядатися і коригуватися в разі необхідності, щоб гарантувати безперервне їх застосування.

Планування інформаційного зв'язку часто тісно зв'язане з організаційним плануванням, оскільки структура організації значно впливає на вимоги до інформаційних зв'язків.

## Вхідні дані для планування інформаційного зв'язку

### Вимоги до комунікацій
Вимоги до комунікацій — це загальна кількість інформаційних потреб зацікавлених осіб організації. Вимоги визначаються типом і обсягом необхідної інформації в поєднанні з її цінністю. Ресурси проекту повинні витрачатися на передачу тільки такої інформації, яка сприятиме успіху, а відсутність останньої може призвести до невдачі. Для визначення проектних вимог до комунікацій необхідна інформація з таких питань:
- Проектна організація та взаємні обов'язки зацікавлених осіб.
- Напрямки діяльності, відділи та спеціальності, що включені до проекту.
- Логічне рішення про те, який штат необхідний для виконання проекту і його розстановка.
- Зовнішні інформаційні зв'язки (наприклад, із засобами масової інформації).

### Технологія передачі інформації
Прийоми та способи, що використовуються для інформаційного зв'язку між елементами проекту можуть істотно варіюватися: від коротких звітів до розширених засідань, від простих документів до швидко доступних календарних планів і баз даних. Чинники технології передачі інформації, які можуть впливати на виконання проекту:
- Невідкладна потреба в інформації — успіх виконання проекту залежить від того, наскільки часто виправлена інформація доступна на момент запиту. Чи задовільні звіти, що їх регулярно пишуть?
- Доступність технології — чи вистачає систем, які вже діють, або може будуть потрібними якісь зміни?
- Очікуваний персонал — чи відповідають пропоновані комунікаційні системи досвіду знанням учасників проекту, чи може буде потрібним подальше навчання останніх?
- Тривалість проекту — чи необхідно міняти діючу технологію на новітню перед завершенням проекту?

### Обмеження
Обмеження — це чинники, що обмежуватимуть вибір команди менеджерів проекту. Наприклад, якщо закуповуватимуться важливі ресурси для проекту, то можна буде ретельніше розглянути відстежування проектної інформації за контрактом.

Якщо проект виконується за контрактом, існують певні контрактні умови, які впливають на планування комунікацій.

### Допущення
Допущення — це чинники, що для цілей планування розглядаються як істинні, реальні або визначені. Допущення звичайно привносять певну міру ризику. Вони можуть бути визначені тут, або можуть бути результатом ідентифікації ризику.

## Методи та засоби для планування інформаційного зв'язку
Аналіз потреб зацікавлених осіб. Потреби в інформації різних зацікавлених осіб мають бути проаналізовані для того, щоб розробити методичний і логічний огляд потреб в інформації і джерел для задоволення останніх. Аналіз передбачає також розгляд придатних для даного проекту методів і технологій, завдяки яким надходитиме необхідна інформація. Слід уникати зайвих витрат на некорисну інформацію чи невідповідну технологію.

## Результати планування інформаційного зв'язку
План управління комунікаціями — це документ, в якому описані:
- Структура збору і зберігання — детальне описання того, які методи використовуватимуться для збору і зберігання різних типів інформації. Процедури повинні також передбачати збір і поширення вже скоригованого попереднього матеріалу.
- Структура поширення — детальне описання того, кому адресована інформація (звіти про стани, дані, календарний план, технічна документація тощо) і які методи при цьому будуть використані (письмові звіти, наради і т. ін.). Ця структура має поєднуватися з відповідальністю і звітністю, описаною в організаційному графіку проекту.
- Опис поширюваної інформації, включаючи обсяг, зміст, рівень деталізації та використовувані угоди-визначення.
- Виробничі календарні плани, в яких інформується, коли який зв'язок здійснюватиметься.
- Методи доступу до інформації, що йтиме запланованими каналами.
- Метод корегування й удосконалення плану управління інформаційним зв'язком на тлі просування та розвитку проекту.

План управління комунікаціями може бути формальний і неформальний, детальний і широко окреслений, але завжди заснований на потребах проекту.